# Lam Khiết Anh
Lam Khiết Anh (27/4/1963–31/10/2018) là một nữ diễn viên nổi tiếng người Hồng Kông những năm 1980 và đầu 1990 với sự nghiệp 47 phim điện ảnh lẫn truyền hình. Cô được biết đến nhiều nhất với vai diễn tiêu biểu La Tuệ Linh trong bộ phim truyền hình 40 tập Đại Thời Đại.

## Thân thế
Lam Khiết Anh còn có tên tiếng Anh là Yammie Lam Kit-ying, đôi khi được viết là Yammie Nam, sinh ngày 27 tháng 4 năm 1963 tại Hong Kong thuộc Anh. Trong gia đình, cô là con út, bên cạnh một người anh và người chị ruột (tên Lam Khiết Khanh), cô còn có ba người anh cùng cha khác mẹ. Cuộc sống gia đình của cha mẹ không hạnh phúc. Từ nhỏ cô thường bị các anh hiếp đáp. Cha mẹ cô về sau cũng ly hôn.

## Sự nghiệp
Năm 1983, sau khi tốt nghiệp Trung học, Lam Khiết Anh cùng với người bạn thân Dương Linh (Carol Yeung) thi tuyển vào lớp đào tạo diễn viên của TVB. Dương Linh không qua được kỳ thi tuyển này, còn Lam Khiết Anh được nhập học vào khóa 12 của lớp đào tạo diễn viên, cùng lớp với Lưu Gia Linh, Ngô Quân Như, Lưu Thanh Vân, Tăng Hoa Thiên. Ngay sau khi tốt nghiệp, cô được TVB tuyển dụng làm MC chính trong một số tiết mục truyền hình. Do ngoại hình xinh đẹp và khả năng ăn nói lưu loát, Lam Khiết Anh được nhiều khán giả ưa thích. Cô được khán giả hâm mộ đặt cho mỹ danh "Tịnh Tuyệt Ngũ Đài Sơn", hàm ý chỉ ngôi sao đẹp nhất trong 5 đài truyền hình lớn nhất của Hong Kong lúc bấy giờ.
Năm 1984, cô bắt đầu đóng phim truyền hình đầu tiên Nữ kế song tinh (năm 1984) tiếp đó cô được biết đến qua nhiều vai diễn trong Lục chỉ cầm ma, Chiếc hộp tình yêu, Người vợ hiền, Chân mạng thiên tử, Vạn gia truyền thuyết, Nghĩa bất dung tình, Anh chàng độc thân, Vượt qua giới tuyến tình yêu, Người phụ nữ hái sao.
Năm 1992, cô đóng phim Đại thời đại, đóng chung với Trịnh Thiếu Thu và bộ phim Đại thời đại được bầu chọn là một trong những phim truyền hình hay nhất mọi thời của TVB.

## Đời tư
Năm 1995 và 1996, cha mẹ cô liên tiếp qua đời. Sau đó cô được cho là đã chia tay bạn trai. Lam Khiết Anh từng yêu một người ngoài ngành họ Đặng. Năm 1986, cô gặp cú sốc đầu đời khi bạn trai bất ngờ tự tử.
Năm 1998, cô gặp phải tai nạn xe hơi và được đưa vào viện tâm thần năm 1999. Sự nghiệp diễn xuất hoàn toàn đi xuống dù sau đó cô có tham gia một vài phim điện ảnh và truyền hình.
Năm 2008, cô bị bắt gặp mặc áo ngủ và lang thang hút thuốc trên phố. Cảnh sát đã tới sau khi người đi đường gọi điện thông báo, sau đó họ đã đưa cô tới ga Sheung Shui.
Sau khi tuyên bố phá sản năm 2006, Lam Khiết Anh sống nhờ trợ cấp của thành phố với mức HK$3,700 một tháng. Tháng 12 năm 2013, Next Magazine tiến hành một cuộc phỏng vấn với cô, tiết lộ rằng cô từng bị hai ông lớn trong ngành giải trí Hồng Kông cưỡng hiếp 20 năm trước. Theo đó, một trong số hai người từng cưỡng hiếp cô đã chết được một thời gian không lâu (là Đặng Quang Vinh), người còn lại cưỡng hiếp cô khi quay phim ở Singapore (là Tăng Chí Vỹ).
Truyền thông Trung Quốc đưa tin về cái chết Lam Khiết Anh vào ngày 03 tháng 11 năm 2018. Theo đó, một người bạn đã mất liên lạc với Lam Khiết Anh từ hôm 31/10. Nhưng rạng sáng 3/11, người này mới đến nhà Lam Khiết Anh và phát hiện cô đã qua đời.

## Phim đã đóng

### Điện ảnh
| Năm  | Tên Tiếng Anh                             | Tên Tiếng Hoa                | Tên Tiếng Việt                           | Vai                                      | Đóng Cùng Với                  |
| ---- | ----------------------------------------- | ---------------------------- | ---------------------------------------- | ---------------------------------------- | ------------------------------ |
| 1985 | The Unwritten Law                         | 法外情                       | Nội Tình Và Pháp Luật                    | Annie                                    | Lưu Đức Hoa                    |
| 1986 | Witch from Nepal                          | 奇緣                         | Kỳ Duyên                                 | Ida                                      | Châu Nhuận Phát                |
| 1987 | Happy Go Lucky                            | 開心快活人                   | Khai Tâm Khoái Hoạt Nhân                 | Mina                                     | Lương Triều Vỹ                 |
| 1989 | They Came to Rob Hong Kong                | 八寶奇兵                     | Bát Bửu Kỳ Binh                          | May                                      |                                |
| 1991 | The Tigers                                | 五虎將之決裂                 | Ngũ Hổ Tướng                             | Vợ Hoa                                   | Ngũ Hổ Tướng                   |
| 1992 | The Unleaded Love                         | 花貨                         |                                          | Mary                                     | Trương Gia Huy                 |
| 1993 | The Lone Sabre                            | 大刀王五                     | Đại Đao Vương Ngũ (Phim Điện Ảnh TVB)    | Ngạo Tuyết                               |                                |
| 1993 | The Bride with White Hair                 | 白髮魔女傳                   | Bạch Phát Ma Nữ                          | Hà Duyên Hoa                             | Trương Quốc Vinh, Lâm Thanh Hà |
| 1993 | Flirting Scholar                          | 唐伯虎點秋香                 | Đường Bá Hổ điểm Thu Hương               | Vợ Đường Bá Hổ                           | Trần Bách Tường, Châu Tình Trì |
| 1994 | A Chinese Odyssey Part One: Pandora's Box | 西遊記第壹佰零壹回之月光寶盒 | Đại Thoại Tây Du 1: Nguyệt Quang Bảo Hợp | Xuân Tam Thập Nương (Yêu Tinh Nhền Nhện) | Châu Tinh Trì, Ngô Mạnh Đạt    |
| 1994 | A Chinese Odyssey Part Two: Cinderella    | 西遊記大結局之仙履奇緣       | Đại Thoại Tây Du 2: Tiên Lý Kỳ Duyên     | Xuân Tam Thập Nương (Yêu Tinh Nhền Nhện) | Châu Tinh Trì, Ngô Mạnh Đạt    |
| 1999 | Aids Heart                                | 愛滋初體驗                   |                                          | Ah Qian                                  |                                |
| 2002 | Troublesome Night 16                      | 陰陽路十六之回到武俠時代     | Âm Dương Lộ 16                           | Phan Kim Liên                            | La Lan                         |

### Phim truyền hình
| Năm  | Tên Tiếng Anh                  | Tên Tiếng Hoa | Tên Tiếng Việt                                | Vai                   | Đóng Cùng Với                                                                                            |
| ---- | ------------------------------ | ------------- | --------------------------------------------- | --------------------- | --- |
| 1984 | It's a Long Way Home           | 家有嬌妻      | Người Vợ Hiền                                 | Phan Tịnh Văn         | Lương Triều Vỹ, Lữ Lương Vĩ, Trịnh Du Linh                                                               |
| 1984 | Rainbow Round My Shoulder      | 畫出彩虹      | Tình Tựa Ánh Hồng                             | Mạch Diễm Vân         | Trương Mạn Ngọc, Lữ Lương Vĩ, Lưu Thanh Vân                                                              |
| 1984 | The Return of Wong Fei Hung    | 寶芝林        | Võ Hiệp Hoàng Phi Hồng                        | Âu Dương Thanh Thanh  | Lưu Đức Hoa, Thang Trấn Nghiệp                                                                           |
| 1984 | It Takes All Kinds             | 超越愛情線    | Vượt Tuyến Tình Yêu                           | Chung Tuyết Nhi       | Huỳnh Nhật Hoa, Trịnh Du Linh, Nhậm Đạt Hoa                                                              |
| 1984 | The Return of Mischievous Lots | 扭计雙星      | Nữ Kế Song Tinh                               | Joe (A Tổ)            | |
| 1985 | Deadful Melody                 | 六指琴魔      | Lục Chỉ Cầm Ma                                | Đàm Nguyệt Hoa        | Thạch Tu, Ngô Khải Hoa                                                                                   |
| 1986 | Heir to the Throne Is...       | 真命天子      | Chân Mệnh Thiên Tử                            | Hà Hoa Tiên Tử        | Lưu Đức Hoa, Châu Hải My                                                                                 |
| 1986 | A Taste of Bachelorhood        | 鑽石王老五    | Anh Chàng Độc Thân                            | Cố Đồng Tâm           | Ngô Khải Hoa                                                                                             |
| 1986 | Turn Around And Die            | 英雄故事      | Câu Chuyện Anh Hùng                           | Đồng Văn Thanh        | |
| 1986 | Next Year Next Kins            | 愛情寶盒      | Ái Tình Trọn Vẹn                              | Tạ An Nhi             | Ngô Khải Hoa                                                                                             |
| 1989 | I Do I Do                      | 花月佳期      | Hoa Nguyệt Giai Kỳ                            | Monica                | Quách Tấn An, Lý Gia Hân                                                                                 |
| 1989 | Looking Back In Anger          | 義不容情      | Nghĩa Bất Dung Tình                           | Mai Phấn Phương       | Ôn Triệu Luân, Huỳnh Nhật Hoa, Châu Hải My                                                               |
| 1989 | War Of The Dragon              | 還我本色      | Ân Oán Nghĩa Tình                             | Diêu Thục Trinh       | Ôn Triệu Luân, Nhậm Đạt Hoa                                                                              |
| 1989 | The Vixen's Tale               | 萬家傳說      | Vạn Gia Truyền Thuyết                         | Liễu Tư               | Quách Tấn An                                                                                             |
| 1989 | Battle of the Heart            | 摘星的女人    | Cô Gái Trích Tinh                             | Thang Dĩnh Tâm        | Huỳnh Nhật Hoa, Thạch Tu                                                                                 |
| 1989 | The Final Combat               | 蓋世豪俠      | Anh Hùng Cái Thế hoặc (Cái Thế Hào Hiệp)      | Tuyết Nhạn            | Châu Tinh Trì, Ngô Mạnh Đạt                                                                              |
| 1989 | The Mamasan                    | 霓虹姊妹花    | Nghê Hồng Tỷ Muội Hoa                         | Tiền Ái Linh (Elaine) | |
| 1990 | Lovers at the End of an Era    | 末代兒女情    | Mạt Đại Nhi Nữ Tình (Phim Đài Loan)           | Mã Tố Tâm             | Lưu Tùng Nhân, Mã Cảnh Đào                                                                               |
| 1991 | Fame or Shame                  | 情危夜合花    | Tình Nguy Dạ Hợp Hoa                          | Gigi/Fion             | |
| 1991 | Sergeant Talkie                | 妙探對講機    | Diệu Thám Đối Giảng Cơ                        | Dư Gia Mẫn            | |
| 1991 | One Love, One Life             | 半生緣一世情  | Bán Sinh Duyên, Nhất Thế Tình (Phim Đài Loan) | Lý Tú Như             | |
| 1991 | The Poor Rich Man              | 橫財三千萬    | Hoành Tài Ba Triệu                            | Hạ Hiểu Mạn           | Hạ Vũ, Âu Dương Chấn Hoa                                                                                 |
| 1992 | The Greed Of Man               | 大時代        | Đại Thời Đại hoặc (Thời Đại Bố Già)           | La Tuệ Linh           | Trịnh Thiếu Thu, Châu Huệ Mẫn, Lưu Thanh Vân, Quách Ái Minh, Đào Đại Vũ, Lưu Tùng Nhân, Thiệu Trọng Hành |
| 1993 | The Iron Body Guard            | 大刀王五      |                                               | Vợ Wang               | |
| 1993 | The Art of Being Together      | 奇情小男人    | Công Tử Đào Hoa                               | Viên Thiên Lan (Tina) | Lâm Bảo Di, Quách Ái Minh                                                                                |
| 1994 | Wounded Tracks                 | 傷城記        | Thương Thành Ký                               | Tuyết Linh            | |
| 1994 | Crime And Passion              | 新重案傳真    | Sự Thật Vụ Trọng Án hoặc (Trọng Án Truyền Kỳ) | Đinh Lan              | Đào Đại Vũ, Lâm Gia Hoa                                                                                  |
| 2004 | Love In A Miracle              | 愛在有情天    | Bầu Trời Yêu Thương (ATV)                     | Tư Vũ                 | Mã Cảnh Đào, Trần Tú Văn, Trần Triển Bằng                                                                |